# Zhichang (socken i Kina, Yunnan)
Zhichang är en socken i Kina. Den ligger i provinsen Yunnan, i den sydvästra delen av landet, omkring 220 kilometer norr om provinshuvudstaden Kunming. Antalet invånare är 16 729. Befolkningen består av 7 413 kvinnor och 9 316 män. Barn under 15 år utgör 25,0 %, vuxna 15-64 år 66 %, och äldre över 65 år 8,0 %.
Genomsnittlig årsnederbörd är 971 millimeter. Den regnigaste månaden är juli, med i genomsnitt 209 mm nederbörd, och den torraste är januari, med 8 mm nederbörd.